# Winter-Paralympics 2010/Teilnehmer (Argentinien)
| stlisierte Goldmedaille | stlisierte Silbermedaille | stlisierte Bronzemedaille |
| ----------------------- | ------------------------- | ------------------------- |
| —                       | —                         | —                         |

Argentinien schickt bei den Winter-Paralympics 2010 in Vancouver zwei Athleten an den Start. Es handelt sich um die erste Teilnahme des Landes bei den Winter-Paralympics.
Fahnenträger bei der Eröffnungsfeier war der Alpinskifahrer Juan Ignacio Maggi.

## Ski Alpin
Herren:
- Juan Ignacio Maggi
- Leonardo Martinez